# Лу Чжаолинь
Лу Чжаолинь (кит. 盧照鄰, пиньинь Lú Zhàolín; ок. 641 — 680) — китайский поэт, один из «четырёх великих» поэтов эпохи начала правления династии Тан.
Родился в богатой семье, благодаря чему получил хорошее образование и возможность занять впоследствии важные государственные должности при императорском дворе; в частности, некоторое время он служил библиотекарем одного из императорских сыновей. Несмотря на это, Лу Чжаолинь был известен стремлением к максимально простому образу жизни, критиковал роскошь и пороки и отличался независимым характером. В конце концов император обвинил его в том, что он не уделяет должного времени чиновничьим обязанностям, занимаясь лишь литературой, и Лу, к тому времени уже тяжело больной, вышел в отставку. На свою пенсию он купил несколько гектаров земли и передал их своей семье.
Последние годы его жизни были омрачены тяжёлой болезнью — у него постепенно атрофировались конечности. Несмотря на это, он пытался заниматься самолечением и подружился с известным медиком и алхимиком Сунь Сы-мяо. Предположительно покончил жизнь самоубийством, утопившись в реке Инхэ, не желая больше страдать.
Большая часть его стихотворений посвящена теме одиночества и покинутости, что резко контрастирует с произведениями других придворных поэтов его эпохи.